# Idastrandia orientalis
Genre
Synonymes
- Pseudamycus Szombathy, 1915 nec Simon, 1885
- Kolomana Roewer, 1951

Espèce
Synonymes
- Pseudamycus orientalis Szombathy, 1915

Idastrandia orientalis, unique représentant du genre Idastrandia, est une espèce d'araignées aranéomorphes de la famille des Salticidae.

## Distribution
Cette espèce se rencontre à Singapour et en Malaisie péninsulaire.

## Description
Le mâle décrit par Yamasaki, Koh et Court en 2017 mesure 4,9 mm et les femelles de 5,4 à 5,7 mm.

## Publications originales
- Szombathy, 1915 : Attides nouveaux appartenant aux collections du Musée national hongrois. Annales Historico-Naturales Musei Nationalis Hungarici, vol. 13, p. 468-490.
- Strand, 1929 : Zoological and palaeontological nomenclatorical notes. Acta Universitatis Latviensis, vol. 20, p. 1-29.